# Pfarrkirche Wildalpen

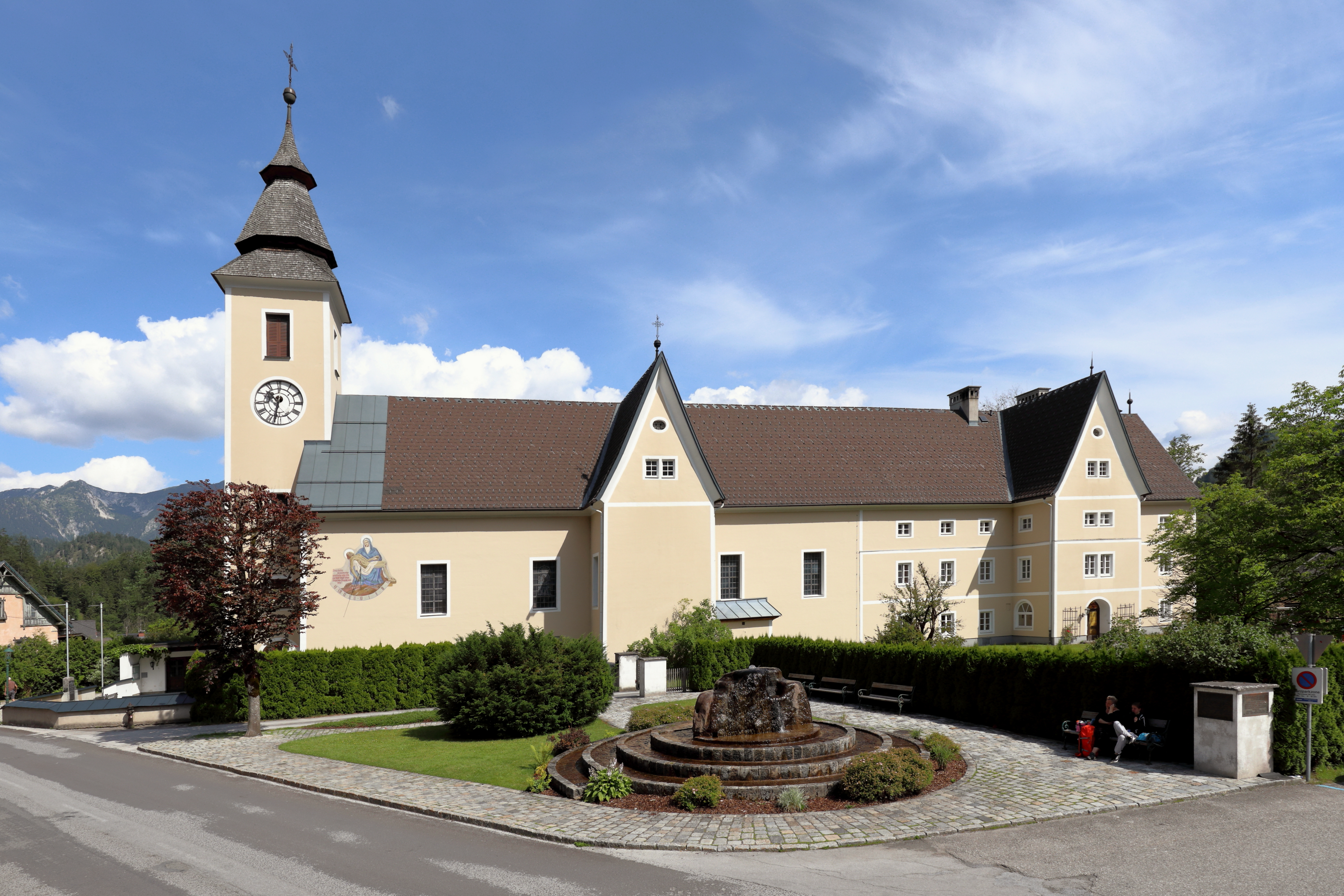
Katholische Pfarrkirche hl. Barbara mit Pfarrhof in Wildalpen

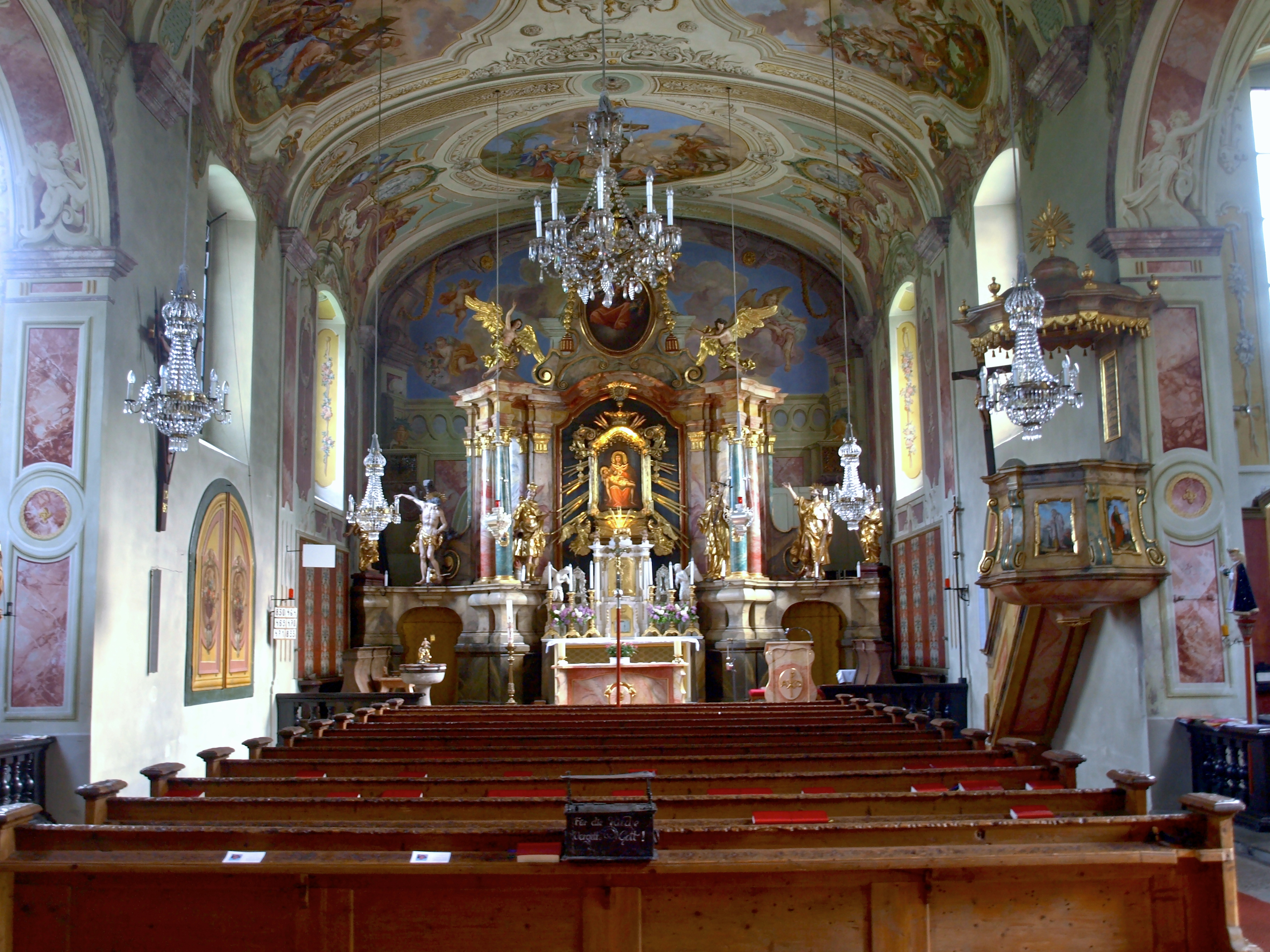
Im Langhaus zum Chor

Die Pfarrkirche Wildalpen steht im Ort Wildalpen im Bezirk Liezen in der Steiermark. Die auf die Heilige Barbara von Nikomedien geweihte römisch-katholische Pfarrkirche – dem Stift Admont inkorporiert – gehört zum Dekanat Admont in der Diözese Graz-Seckau. Die Kirche steht unter Denkmalschutz (Listeneintrag). 

## Geschichte
Die Kirche wurde 1674 erbaut. In der zweiten Hälfte des 18. Jahrhunderts wurde der Innenraum umgestaltet. 1973 wurde die Kirche innen restauriert.

## Architektur
Die einschiffige dreijochige Langhaus hat flache Platzlgewölbe auf Gurten. Die Orgelempore auf zwei Pfeilern hat schräg in den Raum hineinziehende Seitenteile und eine Feldergliederung. Das dritte Langhausjoch hat beidseitig jeweils eine rechteckige Seitenkapelle. Der zweijochige Chor schließt mit geradem Schluss. Der vorgezogene quadratische Westturm trägt eine neue gebrochene Haube und zeigt den Wappenstein des Abtes Antonius II. von Mainersberg (1718–1751).
Bemerkenswerte Fresken aus 1784/1785 im gesamten Kirchenraum von Johann Lederwasch und Alois Lederwasch mit einem Übergangsstil vom Rokoko zum Klassizismus. Westwand Musizierende Engel, erstes Platzl Christus am Ölberg, in den Randzonen die Vier Evangelisten und in Grisaille Kain und Abel, Joseph wird von seinen Brüdern verkauft, zweites Platzl Geißelung und Dornenkrönung, drittes Platzl Ecce Homo, in den Randzonen Engel mit Arma Christi und in Grisaille Esther, Ahasver, Salomon und die Königin von Saba, viertes Platzl im Chor Kreuzschleppung und Kreuznagelung, mit dem Wappen des Admonter Abtes Columban von Wieland (1779–1787), fünftes Platzl im Chor Kreuzigung, an den Randzonen vier Propheten in Grisaille, Eherne Schlange und Abraham opfert Isaak, Ostwand Balustrade mit Engeln in Wolken mit Restaurationinschrift 1931. In der linken Seitenkapelle Rahmenarchitektur mit Engeln und Vera Ikon.
Ein Farbfenster Hll. Eustachius und Johannes Nepomuk ist aus 1873/1874.

## Ausstattung
Der Hochaltar mit Umgangsarchitektur zeigt ein gemaltes Gnadenbild Pietà von Wildalpen in reicher spätbarocker Rahmung. Die Figuren Sebastian und Rochus wohl aus der Werkstatt Stammel aus der Mitte des 18. Jahrhunderts.

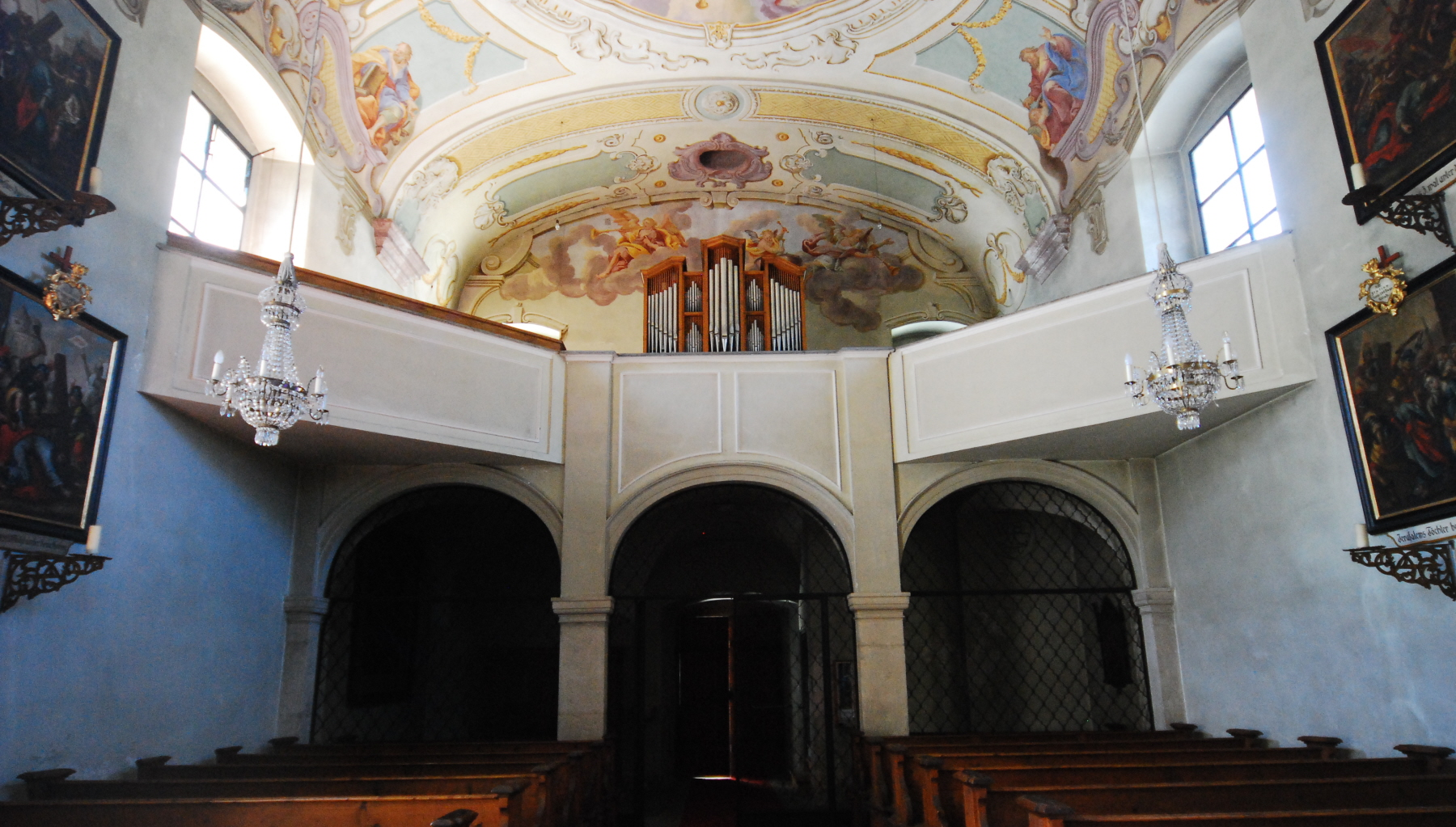
Orgel

Der Orgelprospekt aus 1893 hat ein Werk aus 1975 von Gregor Hradetzky mit 8 Registern (8/II/P).